# Tomás Osvaldo González Morales
Tomás Osvaldo González Morales (ur. 20 kwietnia 1935 w Santiago, zm. 12 lutego 2022 tamże) – chilijski duchowny rzymskokatolicki, w latach 1974-2006 biskup Punta Arenas.

## Życiorys
Święcenia kapłańskie przyjął 11 lutego 1963. 28 marca 1974 został prekonizowany biskupem Punta Arenas. Sakrę biskupią otrzymał 27 kwietnia 1974. 4 marca 2006 przeszedł na emeryturę.